# Marcilly-d’Azergues
Marcilly-d'Azergues település Franciaországban, Rhône megyében. Lakosainak száma 1004 fő (2022. január 1.). Marcilly-d’Azergues Les Chères, Chazay-d'Azergues, Civrieux-d'Azergues, Dommartin és Lissieu községekkel határos.

## Népesség
A település népességének változása:
| Lakosok száma | 873  | 864  | 884  | 875  | 890  | 876  | 880  | 942  | 1004 |
|               | 2013 | 2015 | 2016 | 2017 | 2018 | 2019 | 2020 | 2021 | 2022 |